# Burkhard Malich
Burkhard Malich est un joueur d'échecs allemand né le 29 novembre 1936. Champion de RDA en 1957 et 1973, il reçut le titre de Grand maître international  en 1975. Malich fut un des meilleurs joueurs d'Allemagne de l'Est derrière Wolfgang Uhlmann. Il représenta la RDA lors de huit olympiades de 1958 à 1972. Lors du championnat d'Europe par équipe de 1970, il remporta la médaille de bronze par équipe et la médaille de bronze individuelle au deuxième échiquier en marquant 4,5 points sur sept (deux victoires et cinq parties nulles).

## Biographie
Malich fut professeur à l'Université de Halle, spécialiste de l'Empire byzantin.

## Palmarès
Malich a remporté les tournois de 
- Zinnowitz 1964 (devant Jansa, Dely, Ghitescu et Bednarski), 1969 et 1971 (devant Kouzmine, Uhlmann et Knaak)
- Amsterdam (tournoi IBM B) 1971 (ex æquo avec Jan Smejkal)
- Decin 1976 (également deuxième ex æquo en 1975)
- Leipzig 1977 (troisième ex æquo en 1973)[2].